# Jurō Kobayashi
| 9993 Kumamoto | 6 novembre 1997 |
| 21254 Jonan   | 24 gennaio 1996 |

Jurō Kobayashi (小林寿郎?, Kobayashi Jurō; Kumamoto, 1949) è un astronomo giapponese.
Il Minor Planet Center gli accredita la scoperta di due asteroidi, effettuate tra il 1996 e il 1997.
Gli è stato dedicato l'asteroide 6022 Jyuro.